# Ummidia rugosa
Ummidia rugosa är en spindelart som först beskrevs av Karsch 1880.  Ummidia rugosa ingår i släktet Ummidia och familjen Ctenizidae. Inga underarter finns listade i Catalogue of Life.